# カナリア 〜この想いを歌に乗せて〜
『カナリア 〜この想いを歌に乗せて〜』（カナリア このおもいをうたにのせて）は、2000年8月4日にフロントウイングより発売された18禁恋愛アドベンチャーゲーム。

## 概要
イベント等で音楽を多用するF&Cにならい、フロントウィングは本作の販売促進運動において音楽を積極的に活用した。
また、本作は新規ブランドのデビュー作でありながらもメディアミックス雑誌コンプティークの表紙を飾ったため、「（コンプティークの出版元である）角川の資本が入っているのではないかと疑われた」とフロントウィング代表の山川竜一郎は業界紙Game Headlineとのインタビューの中で振り返っている。
2001年8月23日にドリームキャスト版がNECインターチャネルより発売。
2001年11月22日に初回版の特典であったビジュアルファンブックなどを1枚のCD-ROMに収めたおまけディスクを付けたカナリア～この想いを歌に乗せて～ 通常版ぷらすがフロントウイングより発売。
2003年4月10日にPlayStation 2版がNECインターチャネルより発売。
2005年11月17日よりインターチャネルのFOMA向け携帯サイト「@インターチャネル」にてゲームアプリ900版の配信を開始。

## ストーリー
両親の仕事の都合で香川県琴平に引っ越してきた主人公・八朔洋平。琴平学園に転入した彼は軽音楽部に入り、個性豊かな仲間と共に学園祭のライブを目指す。

## メインキャラクター
八朔洋平（ほずみ ようへい）
声 - 松野太紀（ドラマCD、OVAのみ）
主人公。琴平学園の2年生に転入し、軽音楽部に入部する。ギターを担当。音楽に関しては負けず嫌いな性格もあってとても熱心だが、学業成績は悪く転入直後の試験では3点（百点満点で）を取ってしまうほど。性格的には決して悪くはないのだが、時折毒舌になり度が過ぎた時には美香やめぐみにひどい目に遭わされる事もある。
佐伯綾菜（さえき あやな）
声 - 満仲由紀子
誕生日：8月6日、身長：160cm、3サイズ：83/58/85、血液型：A型
2年生。洋平、綾菜、美香、良太はいずれも同じクラスである。軽音楽部ではギターを担当。成績優秀で明るく面倒見のいい性格だが時々抜けた言動を取る事もある。洋平やせなに「アンテナ」と揶揄されてしまった頭頂部のアホ毛が特徴。アルバイト先は商店街の中にある書店で、イベント時に出会う事がある。ギターを始めたのはすでに他界した兄の影響だが、その死の経緯による心の傷を抱えている。
片桐美香（かたぎり みか）
声 - かないみか
誕生日：1月1日、身長：156cm、3サイズ：80/57/82、血液型：AB型
2年生。ドラム担当。洋平を驚嘆させた美声の持ち主だが、本人に思うところがありなかなかボーカルを引き受けようとしない（軽音楽部はボーカルが決まっていない）。綾菜同様成績優秀だが、気が強い、口が悪い、手が早いの三拍子揃った性格で洋平と良太（特に良太）は日々その犠牲となっている。その反面、自分の性格にコンプレックスを抱いているようで、女らしくない事を気にしている場面も散見される。純に恋心を抱いている。父親が「囲炉裏庵」という讃岐うどんの店を営んでおり、よく店を手伝っている。
八朔絵理（ほずみ えり）
声 - こおろぎさとみ
誕生日：8月4日、身長：154cm、3サイズ：78/56/84、血液型：O型
洋平の義妹。琴平学院（琴平学園の中等部）の3年生。音楽家である両親の影響からかピアノの演奏に長ける。明るく元気かつ世話好きな性格で、何かにつけて洋平に関わろうとし、洋平から素っ気ない扱いを受けると力ずくで部屋を破壊しようとしたり呪いの歌を歌ったりといささか危険な時も。趣味は探偵もののテレビを見る事で、時々自分でも探偵ごっこのような事をしている。口癖は「震えて待て！」。なお、血のつながりがないということはエンディング直前まで明らかにされない。
新城千秋（しんじょう ちあき）
声 - 住友優子
誕生日：8月22日、身長：165cm、3サイズ：87/61/89、血液型：O型
新城康夫の娘であり洋平の3歳年上の従姉。琴平学園のOGで、軽音楽部に所属していた。当時の担当はボーカル＆ギター。優しく上品な女性で、両親が不在がちの洋平の食事を作りに来たり、勉強を見てくれたりとよく世話をしてくれる。普段は父親の経営する「新城楽器」を手伝っている。過去に自身の部内恋愛のもつれから軽音楽部が活動休止状態になった事で恋愛に対して臆病になっている。
茅ヶ崎めぐみ（ちがさき めぐみ）
声 - 雪乃五月
誕生日：11月11日、身長：158cm、3サイズ：82/56/85、血液型：不明
グラビアアイドルの卵。高校には通っていないが洋平達と同年齢。グラビア撮影中の喧嘩が元で撮影現場を逃げ出し、琴平に辿り着く。東京へ帰る費用を稼ぐ為に商店街の片隅で弾き語りをしている。非常に凶暴な一面があり、洋平や良太に殴る蹴る、果ては頭部を踏みつけるといった暴行を働く事もある。怒りの前兆として「めぐみクイズ」なる問題を出す事が多い。一人称は「めぐタン」（「私」と言う事もある）。アイドルの卵だけあってギターの演奏と歌声は確かな実力の持ち主。愛用のギターは335。
星野麻衣（ほしの まい）
声 - 斎藤千和
誕生日：2月20日、身長：157cm、3サイズ：79/55/80、血液型：O型
コンシューマー版追加キャラクター。1年生。演劇部所属だが姉が軽音楽部OGという事もあり、よく軽音楽部にも出入りしている。目標は歌って踊れてギターも演奏出来る舞台女優になる事。明るく前向きな努力家だが時々それが空回りしてしまう事もある。舞台に映える演技力と美声を持ちながら、極度のあがり症のために大事な場面で実力が発揮出来ない事を悩んでいる。東京に憧れており、将来は上京する事を夢見ている（劇団がたくさんある為）。
矢萩せな（やはぎ せな）
声 - 西原久美子
誕生日：不明、身長：104cm、3サイズ：不明、血液型：くわがた（本人談）
クラス担任である祐治の娘で、学園の至る所に出没する。何故か教員用の大型の三角定規を持っている事が多い。4歳児であるがやけに大人びた言動の持ち主で時々毒舌を吐いたりもする。その一方で恐い話が苦手だったり、甘い物を食べて無邪気に喜ぶなど年相応な面もある。美香によると学園内に私設ファンクラブが存在し、会長は校長だという説があるらしい。好物はパフェとイチギュー（いちご牛乳）。

## サブキャラクター
杉山良太（すぎやま りょうた）
声 - 高橋あきお
2年生。軽音楽部ではベースを担当。人がいい反面やや短気であり、その為に美香と衝突した挙げ句に一方的にやられてしまう日々を送っている（不仲な訳ではない）。実家が寺でありスキンヘッドなのだが、バンドマンとしての心意気から常にバンダナを巻いている（美香に「天然タコ頭」と呼ばれているが無論天然ではない）。軽音楽部で唯一積極的にボーカルを担当したがっているが、大変な悪声の為に美香に却下され続けている。学業成績は一学期の中間・期末テスト共に百点満点で2点と劣悪。商店街で出会っためぐみに一目惚れしており、「めぐみ様」と呼んでいる事が多い。
澤崎純（さわさき じゅん）
声 - 風間勇刀
軽音楽部唯一の3年生で部長とバンドのリーダーを兼任している。キーボード担当だがギターもこなす模様。温厚な好人物だが少々押しが弱く、美香と良太に振り回され続けている。部長としての自覚からなのか部会などの場面で色々と仕切ろうとするものの、みんなに聞き流されてしまう事も多い。1年生の時の3年生だった千秋に当時から想いを寄せている。
新城康夫（しんじょう やすお）
声 - 原沢勝広
洋平の叔父（母の弟）で、楽器店（CDショップ及び「Infinity」という名前のレンタルスタジオもある）「新城楽器」の経営者。スタジオは軽音楽部の主要な練習場所なので洋平以外の部員とも顔馴染みである。基本的にはいい人なのだが非常に凶悪な人相の為に洋平に怖がられている。特に怒った時などは洋平が逃げ出してしまうほど。元ベーシストであり、その話題になると話が止まらない。妻（千秋の母）とは8年ほど前に死別している。
矢萩祐治（やはぎ ゆうじ）
声 - 原沢勝広
洋平のクラスの担任で、軽音楽部の顧問でもある（ただし音楽に関する知識・技術はない）。娘のせなを溺愛しており、校内に自由に出入りさせたり、テストの返却をさせたりもしている。
音羽まどか（おとわ まどか）
声 - 堀江由衣
OVA版にのみ登場する。観音寺市市長。かつては伝説のロックバンドのキーボードだったという。
音羽かえで（おとわ かえで）
声 - 堀江由衣
ドラマCD版にのみ登場する、海外より帰国した演劇部の真の部長。麻衣ルートに登場する麻衣の憧れの部長とは別人。

## スタッフ
- シナリオ：桑島由一・ヤマグチノボル・和音・たけうちこうた（家庭用追加分）・桑原文彦（家庭用追加分）
- 原画：片倉真二・杜若かきこ
- 音楽：リバーサイドミュージック
- PC版ボーカル曲
  - OP「カナリア」
    - 作詞：桑島由一/作編曲：上松範康/ボーカル：桜井麻衣子

  - 佐伯綾菜ED「シールド」
    - 作詞：桑島由一/作編曲：上松範康/ボーカル：佐藤裕美

  - 片桐美香ED「ナニカ」
    - 作詞：桑島由一/作編曲：河辺健宏/ボーカル：NORI

  - 八朔絵理ED「リトルフォーティーンズスイング」
    - 作詞：ヤマグチノボル/作編曲：上松範康/ボーカル：有里亜

  - 新城千秋ED「とまどいのなかで」
    - 作詞：Nima/作編曲：claPscrap/ボーカル：寺田はるひ

  - 茅ヶ崎めぐみED「All of things for you」
    - 作詞：ヤマグチノボル/作編曲：claPscrap/ボーカル：ミニー
- 家庭用ボーカル曲
  - OP「DOOR」
    - 作詞：桑島由一/作曲：河辺健宏/ボーカル：UCO

  - 佐伯綾菜ED「サイン」
    - 作詞：桑島由一/作曲：工藤洋岳/ボーカル：佐藤裕美

  - 片桐美香ED「ノナカニ」
    - 作詞：桑島由一/作曲：上松範康/ボーカル：Nori

  - 八朔絵理ED「I LOVE YOU」
    - 作詞：桑島由一/作曲：上松範康/ボーカル：YURIA

  - 新城千秋ED「メロディー」
    - 作詞：桑島由一/作曲：藤間仁/ボーカル：美さと

  - 茅ヶ崎めぐみED「Egoistic Kitty」
    - 作詞：bamboo(milktub)/作曲：河辺健宏/ボーカル：YOKO

  - 星野麻衣ED「ホワイトノート」
    - 作詞：桑島由一/作曲：上松範康/ボーカル：門口美和

  - 矢萩せなED「カナリア」
    - 作詞：桑島由一/作曲：上松範康/ボーカル：桜井麻衣子

  - バッドED「カナリア(mika mix)」
    - 作詞：桑島由一/作曲：上松範康/ボーカル：Nori

## CD
カナリア オリジナル・サウンドトラック SONG FOR YOU（アブソードミュージックジャパン）
PC版ボーカル曲と、ヒロインBGMを収録。
ABCA-67
カナリア〜この想いを歌に乗せて〜オリジナルドラマCD plus えくすとら VOL.1（ファースト・スマイルエンタテインメント）
ラジオ番組形式のドラマCDその1。脚本は桑島由一。
FSCA-10150
カナリア〜この想いを歌に乗せて〜オリジナルドラマCD plus えくすとら VOL.2（ファースト・スマイルエンタテインメント）
ラジオ番組形式のドラマCDその2。
FSCA-10154
CANARY VOCAL ALBUM 〜SMILE FOR YOU〜（コナミミュージックエンタテインメント）
ドリームキャスト版ボーカル曲、イメージソング収録。
KMCA-116
ドラマCD カナリア〜この想いを歌に乗せて〜 Vol.1（コナミミュージックエンタテインメント）
脚本、桑島由一。第1話「Holiday's Bubble」第1回 - 第4回。
KMCA-135
ドラマCD カナリア〜この想いを歌に乗せて〜 Vol.2（コナミミュージックエンタテインメント）
脚本、桑島由一。第2話「Life is Free」第1回 - 第4回。
KMCA-142

## OVA
『カナリア』のタイトルで2002年3月22日に発売されたOVA版。発売元は創映新社、DVD版の販売元はパイオニアLDC、VHS版はアットエンタテインメント。オリジナルストーリーで、軽音部を退部しようとする純を止めるために、美香を中心とした軽音部の連中が奔走する。オリジナルキャラクターとして市長の音羽まどかが登場する。
- 監督：元永慶太郎
- 脚本：荒川稔久
- キャラクターデザイン・作画監督：田中良
- プロップデザイン：岩畑剛一
- 美術監督：池田繁美
- 色彩設計：金丸ゆう子
- 撮影監督：山田和弘
- 編集：田熊純
- 音響監督：松岡裕紀
- プロデューサー：山崎成人
- アニメーション制作：SOEISHINSHA
- 製作：アミューズメントメディア総合学院
- 声の出演
  - 八朔洋平：松野太紀
  - 佐伯綾菜：満仲由紀子
  - 片桐美香：かないみか
  - 八朔絵理：こおろぎさとみ
  - 茅ヶ崎めぐみ：雪乃五月
  - 矢萩せな：西原久美子
  - 星野麻衣：斎藤千和
  - 杉山良太：高橋あきお
  - 澤崎純：風間勇刀
  - 矢萩祐治：原沢勝広
  - 音羽まどか：堀江由衣
  - マネージャー：進藤尚美

## 関連書籍
- ヤマグチノボル著『カナリア〜この想いを歌に乗せて〜』（角川スニーカー文庫） ISBN 4-04-424601-7
- カナリア〜この想いを歌に乗せて〜公式ビジュアルガイド（角川書店） ISBN 4-04-707052-1
- カナリア〜この想いを歌に乗せて〜公式コンプリートガイド（ソフトバンクパブリッシング） ISBN 4-7973-1769-8
- コミック版『カナリア〜この想いを歌に乗せて〜』（作：相楽直哉）エース桃組Vol.1掲載

## その他

### ファンディスク
カナリアのファンディスクは、コミックマーケット販売用に『青カナリア』、『カナリア茶』というタイトルで、2種類製作された。どちらも、現在では入手困難。
青カナリア
- コミックマーケット59にて販売。CDトラックにはmilktubのアレンジによるリミックス版「ナニカ〜Jazz Kick Jazz Remix〜」、「カナリア〜milktub Remix〜」が収録されている。
- HTMLコンテンツとして、本編ライターによるショートストーリーが収録。収録作品は、桑島由一「ダビング」「ブランニューソング」「初恋」、ヤマグチノボル「めぐタン危機一髪」の四編。
- ミニゲーム「せなたま」収録。
- 次回作予告として『グリーン・グリーン』（後にGROOVERに移籍する）の記事あり。インタビューで「時間設定がカナリアのちょうど1年後の世界」などと語られている。
- 同じく次回作予告として『タイトル未定』の紹介。内容は『フーリガン』のパイロット版の予告。キャラクターデザインは全然違うが、すでにAVG+カードゲームと銘打たれており、制服や犬型パワードスーツなどに名残が見られる。
- 佐藤裕美インタビュー（動画）収録。

カナリア茶
- コミックマーケット60にて販売。青カナリアと違い、ドラマCDがメインの内容。
- CDドラマ『カナリアTV〜予約録画は忘れずに〜』収録。内容は三部構成で「クイズ$めぐミリオネア」「せなのドッキリ大喜利大作戦」「名探偵エリィ・クイーンの事件簿」。脚本はたけうちこうた。
- 佐藤裕美「シールド アンプラグドバージョン」収録。
- ミニゲーム「ロセオ」収録（カナリアキャラとオセロ対戦できる）。
- HTMLコンテンツとして「フーリガン」の紹介。
- ドラマCDの台本のpdfファイル収録。

### 朗読劇
- 2002年3月12日、ザムザ阿佐ヶ谷で開催された声優Waveのイベント「何かが発表!? スペシャル」にて朗読劇「ホワイトノート」が上演された。コンシューマ版追加ヒロインである星野麻衣を主演にして、麻衣の中学時代の友人たちと喫茶店で語らい合う、という設定の内容。
- 出演は、斎藤千和、水野愛日、釘宮理恵、那須めぐみ。脚本は、たけうちこうた。